# Mourad Abdelouahab
Mourad Abdelouahab (en arabe : مراد عبد الوهاب), né le 19 décembre 1948 à Bordj Bou Arreridj et décédé le 13 août 2008 à Paris, ét un entraîneur de football algérien.

## Carrière
Abdelouahab dirige notamment l'équipe nationale algérienne, et le club  de l'USM Alger,.

## Palmarès

### En club
CR Belouizdad
- Championnat d'Algérie en 2000
- Vainqueur de la Coupe de la Ligue en 2000.

### En sélection
- Vainqueur de la Coupe d'Afrique des Nations en 1990 (adjoint)
- Vainqueur de la Coupe afro-asiatique des nations en 1991 (adjoint)